# NHKミニミニ映像大賞
NHKミニミニ映像大賞（エヌエイチケイミニミニえいぞうたいしょう）は、2003年から2016年までNHKで行われていた映像コンテストとそれを放送する公開収録番組。

## 概要
NHKミニミニ映像大賞は、「公共的なテーマを題材とした短編映像作品」を広く一般に募集して、その中から優良作品を毎年12月上旬に選出している。

## 条件
参加資格等は特に定められていない。その為、出品者は25秒（2009年からは30秒に拡大された）の時間枠を厳守すれば、誰でも参加が可能である。

## テーマ
NHKミニミニ映像大賞では、毎回テーマが決められており、出品者は、そのテーマを基に工夫を凝らした映像を制作する。
| 実施回 | 実施年 | テーマ                                                   |
| ------ | ------ | -------------------------------------------------------- |
| 第1回  | 2003年 | 学びたい!は終わらない                                    |
| 第2回  | 2004年 | 環境保護                                                 |
| 第3回  | 2005年 | 家族                                                     |
| 第4回  | 2006年 | コミュニケーション                                       |
| 第5回  | 2007年 | 大切なもの                                               |
| 第6回  | 2008年 | 明日のエコではまにあわない                               |
| 第7回  | 2009年 | 見た人が、少し優しい気持ちになれる。そんな30秒の映像作品 |
| 第8回  | 2010年 | 見た人を元気にする 30秒の映像作品                        |
| 第9回  | 2011年 | 応援                                                     |
| 第10回 | 2012年 | これからのこと                                           |
| 第11回 | 2013年 | ありがとう                                               |
| 第12回 | 2014年 | 時                                                       |
| 第13回 | 2015年 | 夢                                                       |

2012年にはNHKの深夜生番組「着信御礼!ケータイ大喜利」とのコラボレーションで『ミニミニ映像祭り』を実施し、「見た人が笑える30秒の映像作品」のテーマの下、応募時に6ジャンルの中から一つを選択した。

## 表彰
NHKミニミニ映像大賞では、部門賞3作品（または4作品）とグランプリ1作品が選ばれ、制作者は関連する企業・団体の代表者等から、賞状（グランプリ受賞者はトロフィーも）が贈呈される。
また、近年ではこれから映像を制作しようとしている人向けにNHKの番組公式サイトでは、今までに表彰を受けた制作者のコメントを募集しており、何人かのコメントが掲載されている。
グランプリ
- グランプリ（毎年）

部門賞
- 視聴者賞（第1回）
- 演出賞（第1・2回）
- 音楽賞（第1・2回）
- コピー賞（第1・2回）
- ベストプラン賞（第3 - 11回）
- ベストテクニカル賞（第3 - 11回）
- ベストディレクション賞（第3 - 11回）
- ベストパフォーマンス賞（第6 - 11回） 栗山千明から発表される為、栗山千明賞とも呼ばれる

## 受賞作

### 第1回
- グランプリ「楽しいビデオ特訓中」長妻洋
- 視聴者賞「サブ（26）の終らない学びたい」竹下貴雄
- 演出賞「天気予報編」STUDIO・Fellow 水谷大、天野和彦
- 音楽賞「学ぶべきことへ」島猛
- コピー賞「ありがと」服部弘弐

### 第2回
- グランプリ「合格?」荻野航平、若勇裕紀
- 演出賞「REAL」三浦和徳
- 音楽賞「溶ける地球」内田泰尚、小淵麻衣、小向井佐月
- コピー賞「blindness.」渡邉有希

### 第3回
- グランプリ「父と飲む」吉川信幸
- ベストプラン賞「増加する家族の愛」山下瑠美子
- ベストテクニカル賞「かぞく」渡邉幸代
- ベストディレクション賞「おかしな2人」瓜田亜美

### 第4回
- グランプリ「音のおもいで」わたなべさちよ
- ベストプラン賞「くもりのち晴れ」塚本圭子
- ベストテクニカル賞「告白」岩下力
- ベストディレクション賞「始まりのスイッチ」植田久貴

### 第5回
- グランプリ「彼女と俺」伊勢崎藍
- ベストプラン賞「ぎゅっ」栖川彩
- ベストテクニカル賞「君の肩」岩下力
- ベストディレクション賞「目には見えない、大切なもの。」段健太郎

### 第6回
- グランプリ「すぐに返ってくる」潮田聖弥
- ベストプラン賞「みどりのない世界」土方崇弘
- ベストテクニカル賞「white nightmare」大谷太郎
- ベストディレクション賞「セカイが空き地になるまえに」林拓身
- ベストパフォーマンス賞「夢の人類移住計画」岩下さかえ（制作者の母親）

### 第7回
- グランプリ「"あたし"から→しりとり。」植田久貴
- ベストプラン賞「線香花火の上」西澤輝信
- ベストテクニカル賞「ピース」藤岡佳司
- ベストディレクション賞「ささいな理由」黒木鷹
- ベストパフォーマンス賞「ささいな理由」畑山健夫（警備員役で出演）

### 第8回
- グランプリ「こころ」山岡聡
- ベストプラン賞「念力でも出すか」中田智子
- ベストテクニカル賞「A Little Sparkle」加藤準也
- ベストディレクション賞「立ち上がる」広田麻実
- ベストパフォーマンス賞「こころ」村尾文佳

### 第9回
- グランプリ「あきらめた友へ」室谷心太郎
- ベストプラン賞「太陽」伊與久直人
- ベストテクニカル賞「自尊心か執着か、それが問題だ」匿名
- ベストディレクション賞「しーっ」宮崎由衣
- ベストパフォーマンス賞「帰り道」為久仁恵

### 第10回
- グランプリ「ヒーローのこれから」大槻真子
- ベストプラン賞「時間のサイズ」菅原達郎
- ベストテクニカル賞「大人になっても」松沢柊吾
- ベストディレクション賞「それでも、わたしは」岩下力
- ベストパフォーマンス賞「男の子」橋本歩

### 第11回
- グランプリ「宿命」青木康二郎
- ベストプラン賞「ことば控室」日髙英治
- ベストテクニカル賞「照れ屋さん」齊藤美和子 ほか
- ベストディレクション賞「しあわせな人」吉田摩弥子 ほか
- ベストパフォーマンス賞「バットガール」高橋りか、戸井薫

## 審査員
- 梅根秀平（カメラマン）
- 君塚良一（脚本家・映画監督）
- 栗山千明（女優・モデル）
- 小島淳二（映像作家）
- 田中里紗（雑誌編集室長）